# Willem Beukelszoon

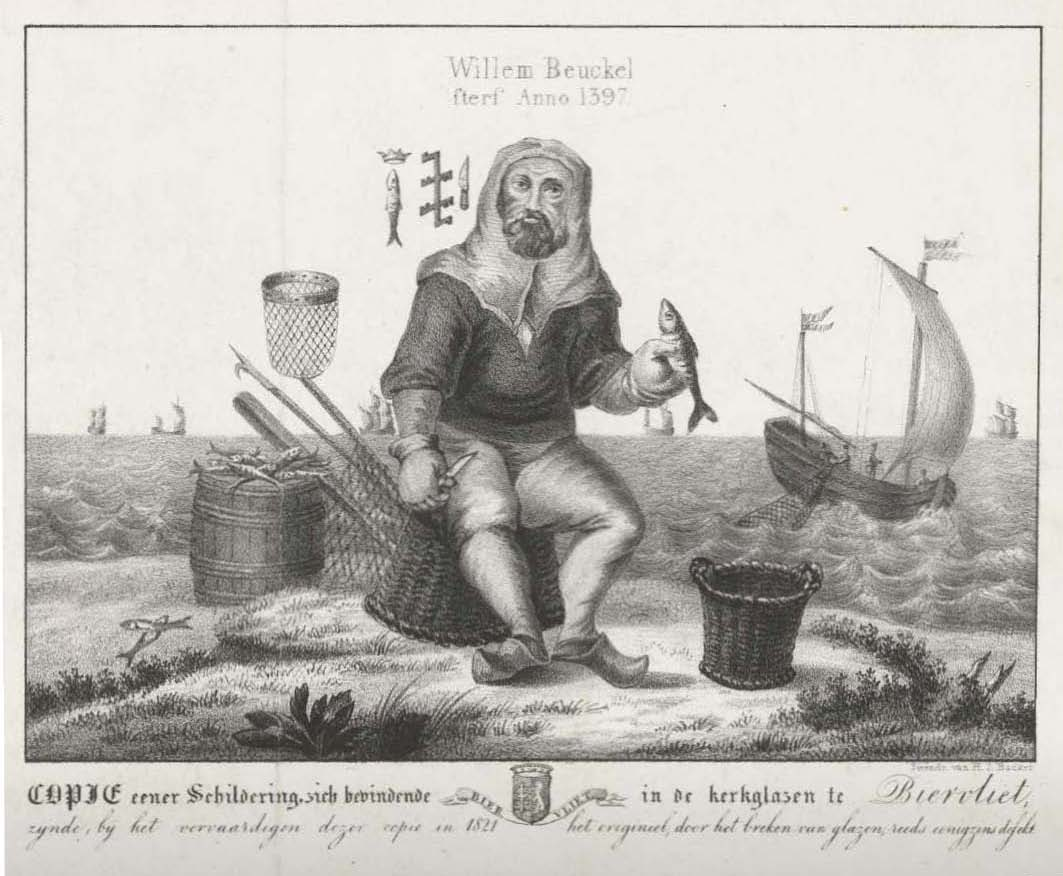
Willem Beukelzoon. Lito van Hilmar Johannes Backer naar een glas-in-loodraam van de kerk van Biervliet (1821)

Willem Beukelszoon (eind 13e – begin 14e eeuw) was volgens overlevering een visser uit Biervliet, Zeeuws-Vlaanderen, die de uitvinder van het haring kaken zou zijn. 
In 1312 werd Willem Beukelsz. vermeld als schepen van Biervliet. De eenvoudige visserman uit de legende kan hij daarom niet zijn geweest, volgens de destijds geldende maatschappelijke verhoudingen. Op een gedenkraam in Biervliet wordt vermeld dat zijn sterfjaar in 1397 was, dat is in ieder geval onjuist. Welke rol hij werkelijk heeft gespeeld bij deze uitvinding is niet bekend; het haring kaken wordt sinds ca. 1400 toegepast.
Bij haring kaken worden direct na de vangst, dus meestal aan boord van het schip, de kieuwen en alle ingewanden met uitzondering van de alvleesklier verwijderd, waarna de vis in pekel wordt bewaard. De alvleesklier geeft tijdens het rijpingsproces enzymen af waardoor de vis zijn typerende smaak krijgt en kan worden bewaard en vervoerd. Zowel Scandinaviërs als Vlamingen beweren echter dat zij al langer bekend waren met deze manier van zouten. Mogelijk werd de uitvinding gedaan door verschillende mensen onafhankelijk van elkaar. 
In 1958 werd op de Markt in Biervliet een door Philip ten Klooster gemaakt beeld van Beukelsz. geplaatst. In 2005 eindigde Willem Beukelsz. op nummer 157 in de verkiezing van De grootste Nederlander.